# Te Amo Tanto
Te Amo Tanto é uma canção gravada pelo cantor italiano Paolo junto com a participação da cantora brasileira Claudia Leitte para a trilha sonora da telenovela brasileira Orgulho e Paixão. Foi lançada nas rádios brasileiras em 22 de fevereiro de 2018, alcançando a primeira posição nas rádios do Rio de Janeiro no mesmo dia.
No dia 6 de abril de 2018, Paolo e Leitte se reuniram em um estúdio para a gravação do videoclipe da canção, que foi lançado seis dias depois no canal oficial de Paolo no Youtube. Em 27 de abril de 2018, a canção foi lançada nas plataformas digitais através do selo da Som Livre.

## Desempenho nas tabelas musicais

### Semanal
| Tabela musical (2018)                        | Melhor posição |
| -------------------------------------------- | -------------- |
| Billboard Brasil Hot 100                     | 74             |
| Hot Pop Songs                                | 14             |
| Billboard Brasil Regional Salvador Hot Songs | 22             |